# Wojewoda (1912)
Wojewoda ist ein polnischer Stummfilm von 1912.

## Hintergründe
Der Film beschrieb das Leben des polnischen Adels im 18. Jahrhundert vor den Teilungen des Landes. Er zeichnete sich durch eine opulente Ausstattung der Kleidung, Möbel usw. aus.
Der Regisseur und die meisten Mitwirkenden sind unbekannt.
Der Film wurde am 27. April 1912 in Warschau uraufgeführt, das damals unter russischer Herrschaft stand.
Es war der einzige bekannte Film des Studios Siła mit einem polnischen Inhalt, alle anderen waren zu jiddischen Themen.
Er ist nicht erhalten.